# Andrés Núñez Suarez
Andrés Núñez Suarez (Medina Sidonia, 1867-Medina Sidonia, 1932) fue un abogado, político y empresario agrícola español.

## Biografía
Andrés Núñez Suarez nació en 1867, siendo hijo del empresario agrícola Andrés Núñez y Estudillo y Josefa Suarez Saldaña. 
Cursó sus estudios en Sevilla mediante la enseñanza privada hasta licenciarse en derecho y se casó con Salvadora Jiménez y Ayala (1875-1952) hija de Salvador Jiménez y Mateo de Sidrón y de Francisca de Ayala y Zarzuela, con quien tuvo un hijo llamado Manuel Núñez Jiménez.

## Política
Fue líder del Partido Liberal-Conservador con el que llegó a la alcaldía de Medina Sidonia, también pertenecía al partido Serafín Romeu y Fages I Conde de Barbate con quién mantenía una estrecha relación, como alcalde proporcionó una casa cuartel en la localidad a la Guardia Civil, mejoro la higiene pública, fomento la economía producida por el ocio y cumplió rigurosamente su programa administrativo en el que decía querer utilizar la austeridad económica como principal política económica.
Fue nombrado alcalde de la ciudad en doce ocasiones por el rey Alfonso XIII.